# Trio → Live
Trio → Live från 2000 är ett livealbum med gitarristen Pat Metheny. Albumet spelades in 1999 och 2000 under konserter i Europa, Japan och USA.

## Låtlista
Musiken är skriven av Pat Metheny om inget annat anges.
1. Bright Size Life – 4:19
2. Question and Answer – 19:53
3. Giant Steps (John Coltrane) – 9:51
4. Into the Dream – 4:27
5. So May It Secretly Begin – 7:11
6. The Bat – 7:28
7. All the Things You Are (Jerome Kern) – 9:38
8. James (Lyle Mays/Pat Metheny) – 6:09
9. Unity Village – 5:19
10. Soul Cowboy – 11:06
11. Night Turns into Day – 8:20
12. Faith Healer – 18:11
13. Counting Texas – 8:09

## Medverkande
- Pat Metheny – gitarrer
- Larry Grenadier –bas
- Bill Stewart – trummor